# Musica e Dischi
Musica e Dischi är en italiensk musiktidskrift, startad i oktober 1945 på initiativ av Aldo Mario De Luigi. Ursprungligen hette tidningen bara Musica. Bland annat publicerade man Italiens första topplista. I november 2009 meddelades att den fysiska tidningen läggs ner efter 65 år, och i stället börjar publiceras över Internet.

### Fotnoter
1. ↑  ”La Storia” (på italienska). Musica e Dischi. http://www.musicaedischi.it/storia.php. Läst 17 november 2014.
2. ↑  ”Cambia Musica e Dischi: da marzo solo in formato digitale (e in abbonamento)” (på italienska). Rockol. 29 november 2009. http://www.rockol.it/news-104411/Cambia-Musica-e-Dischi--da-marzo-solo-in-formato-digitale-%28e-in-abbonamento%29. Läst 17 november 2014.